# Lurano
Lurano – miejscowość i gmina we Włoszech, w regionie Lombardia, w prowincji Bergamo.
Według danych na styczeń 2009 gminę zamieszkiwały 2482 osoby przy gęstości zaludnienia 620,5 os./1 km².